# Jaur
Le Jaur est une rivière française qui coule dans le département de l'Hérault en Occitanie. C'est un affluent cévenol de l'Orb en rive droite.

## Géographie

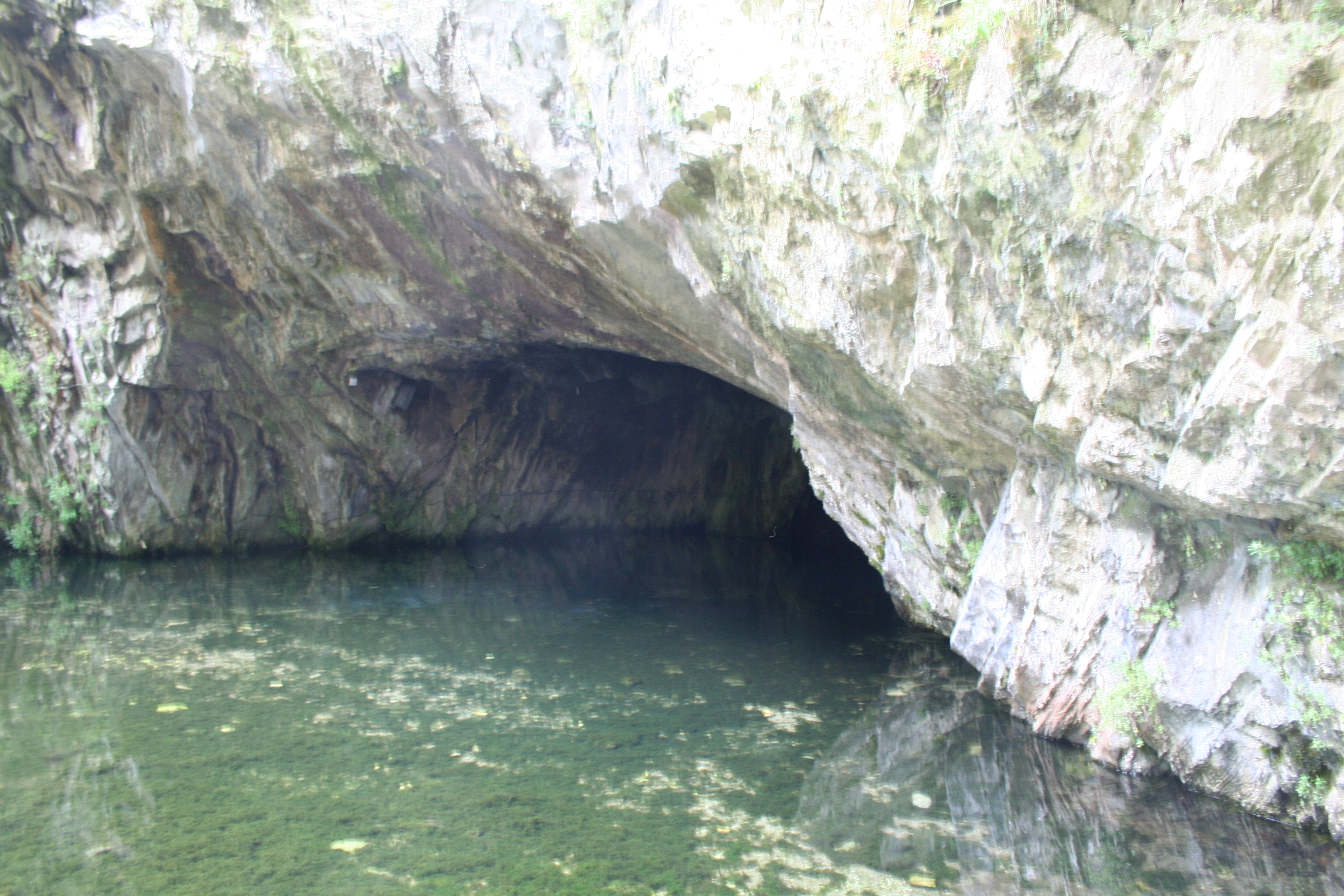
Source du Jaur à Saint-Pons-de-Thomières.

De 30 km de longueur, le Jaur prend sa source à Saint-Pons-de-Thomières dans le département de l'Hérault en France. Il se jette dans le fleuve Orb en rive droite, à l'aval d'Olargues, au Moulin de Tarassac, sur la commune de Mons-la-Trivalle.
Il s’écoule dans une vallée d'orientation ouest-est resserrée entre les Monts de l'Espinouse et les hauteurs du Minervois. Il passe notamment à Riols et Olargues.

### Communes et cantons traversés
Dans le seul département de l'Hérault, le Jaur traverse huit communes :
dans le sens amont vers aval : Saint-Pons-de-Thomières (source), Riols, Prémian, Saint-Étienne-d'Albagnan, Saint-Vincent-d'Olargues, Saint-Julien (Hérault), Olargues et Mons-la-Trivalle (confluence).

## Principaux affluents
De l'amont vers l'aval, en partant de Saint-Pons où se trouve la source du Jaur.
- L'Aguze (rg[note 1])
- La Salesse (rd), 14,8 km sur les deux communes de Courniou et Saint-Pons-de-Thomières avec six affluents

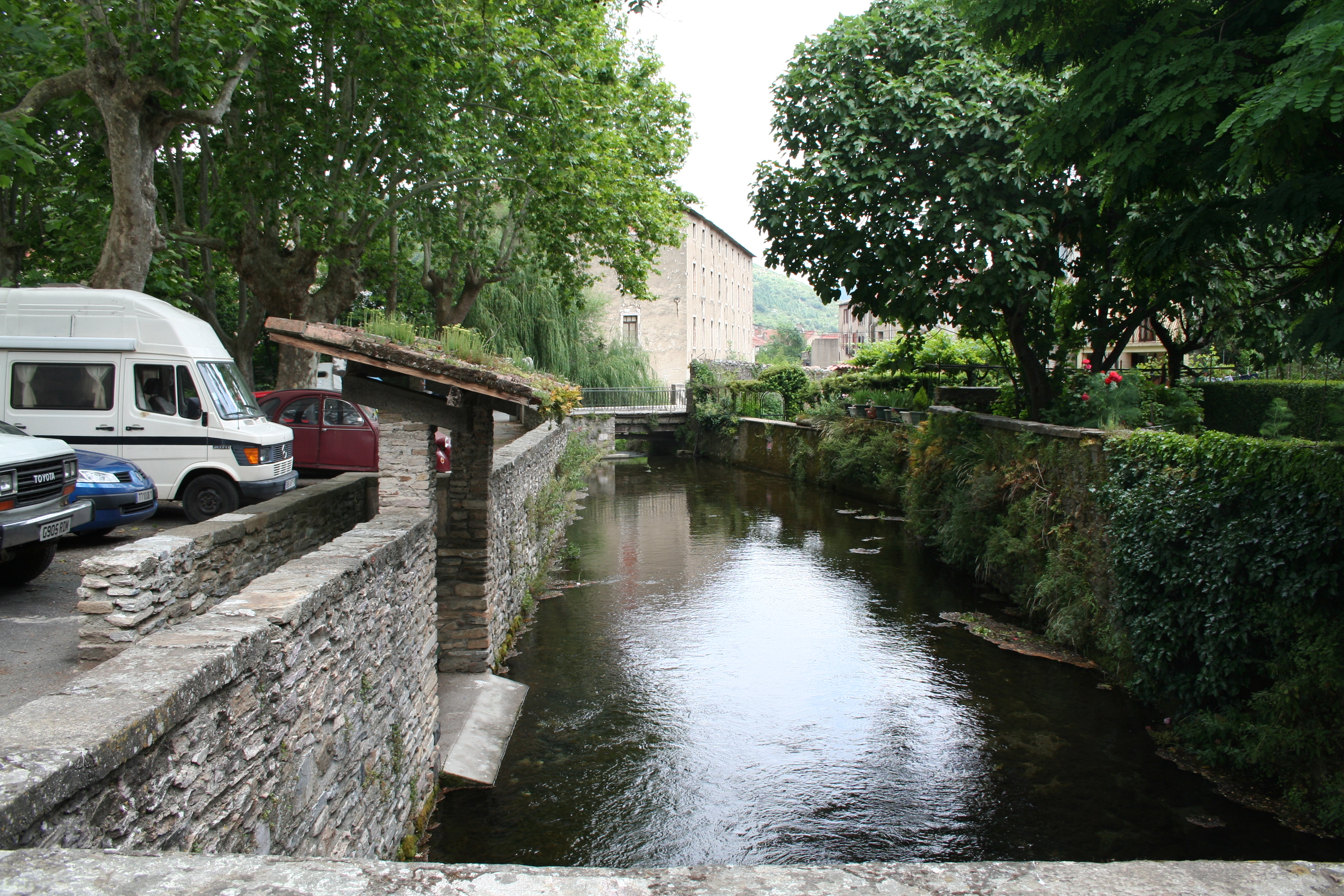
Le Jaur après sa confluence avec l'Aguze dans Saint-Pons-de-Thomières.

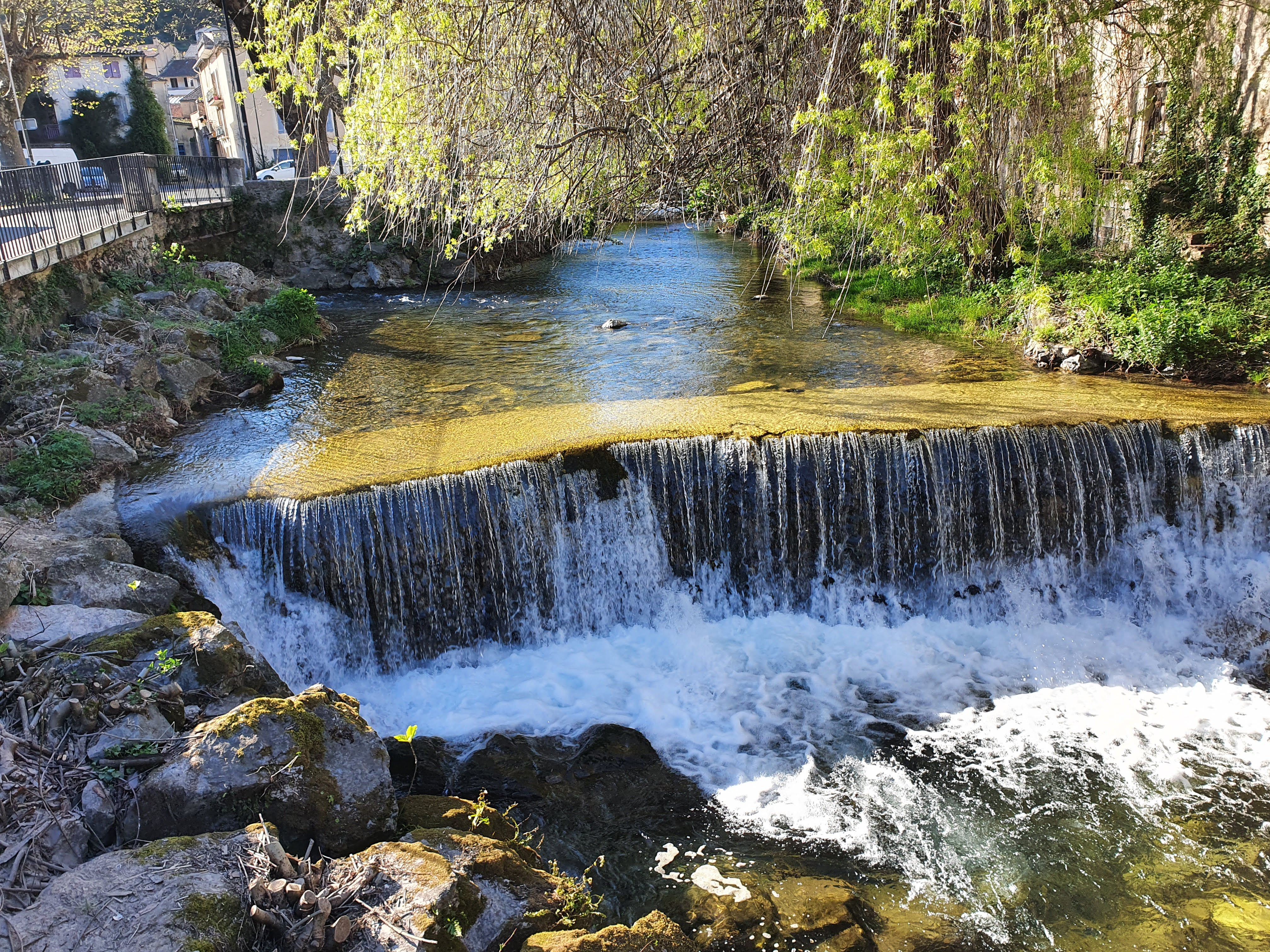
Le Jaur dans Saint-Pons-de-Thomières après le confluent de l'Aguze.

- ruisseau de la Margue (rd)
- ruisseau de Fonclare (rg)
- ruisseau de Cassillac (rd)
- ruisseau de Mézouilhac (rd)
- ruisseau d'Embreux (rg)
- ruisseau de Bureau (rg)
- ruisseau de Lestabar (rg)
- ruisseau de Font Vidal (rg)
- ruisseau de Bouis (rd)
- ruisseau de Lalissac (rg)
- ruisseau de l'Esparaso (rd)
- ruisseau du Verdier (rg)
- ruisseau de Caudejo (rd)
- ruisseau de Cassagnoles (rg)
- ruisseau du Cros (rg)
- ruisseau de Jurane (rg)
- ruisseau de Rautely (rd)
- ruisseau de Cesso (rg)
- ruisseau du Saladou (rd)
- ruisseau du Tiradou (rd)
- ruisseau de l'Airette (rg)
- ruisseau de Fenouillède (rd)
- ruisseau de Courbous (rd)
- ruisseau des Fréjo (rd)

Ensuite, le Jaur rejoint l'Orb.

## Toponymie
La rivière été connue sous les variantes : fluvium que vocant Jauro (969), valle Jauri (1102), ribieyra de Jauro (1442), la riviere de Jaur (1556).
Étymologie obscure.

## Hydrologie
Le Jaur est une petite rivière fort bien alimentée en moyenne, à l'exception des trois mois d'été.

### Le Jaur à Olargues
Son débit a été observé sur une période de 29 ans (1985-2013), à Olargues, non loin de son confluent avec l'Orb. Le bassin versant de la rivière s'étend à cet endroit sur 226 km2, c'est-à-dire presque sa totalité.
Le module de la rivière à Olargues est de 3,89 m3/s.
Le Jaur présente d'importantes différences de débit saisonnières pouvant se résumer en un régime à deux périodes. Les hautes eaux débutent fin octobre et continuent jusque début mai inclus. Elles portent le débit mensuel moyen à un niveau situé entre 5,3 et 8,2 m3/s, avec un sommet en décembre suivi d'une légère baisse en janvier, et un second sommet en février.
Dès la fin du mois de mai s'amorce la descente assez rapide vers les basses eaux d'été qui mènent à l'étiage de juillet-septembre avec un minimum moyen minimal de 0,375 m3/s en août. Cependant les fluctuations de débit peuvent être beaucoup plus prononcées sur de plus courtes périodes.

### Étiage ou basses eaux
Le VCN3 peut chuter jusque 0,1 m3/s, en cas de période quinquennale sèche, ce qui peut être considéré comme sévère, mais normal dans le Midi languedocien.

### Crues
Comme presque partout en Languedoc, les crues peuvent être assez importantes, et ce malgré la petitesse de la rivière et de son bassin. Les QIX 2 et QIX 5 valent respectivement 160 et 240 m3/s. Le QIX 10 est de 300 m3/s et le QIX 20 de 350 m3/s. Quant au QIX 50, il se monte à 420 m3/s.
Le débit instantané maximal enregistré a été de 304 m3/s le 19 octobre 1994, tandis que le débit journalier maximal se montait à 215 m3/s le 7 décembre 1996 et à 217 m3/s le 15 mars 2011. En comparant la première de ces valeurs avec l'échelle des QIX de la rivière, il apparaît que cette crue était d'ordre décennal et donc normale. La hauteur maximale instantanée a été de 553 cm ou 5,53 m le 5 décembre 1987.

### Lame d'eau et débit spécifique
Au total, le Jaur est une petite rivière abondante, mais irrégulière. La lame d'eau écoulée dans son bassin versant est de 572 millimètres annuellement, ce qui est élevé, valant nettement plus que la moyenne d'ensemble de la France tous bassins confondus (320 millimètres). Le débit spécifique de la rivière (ou Qsp) atteint 18,1 litres par seconde et par kilomètre carré de bassin.

## Galerie

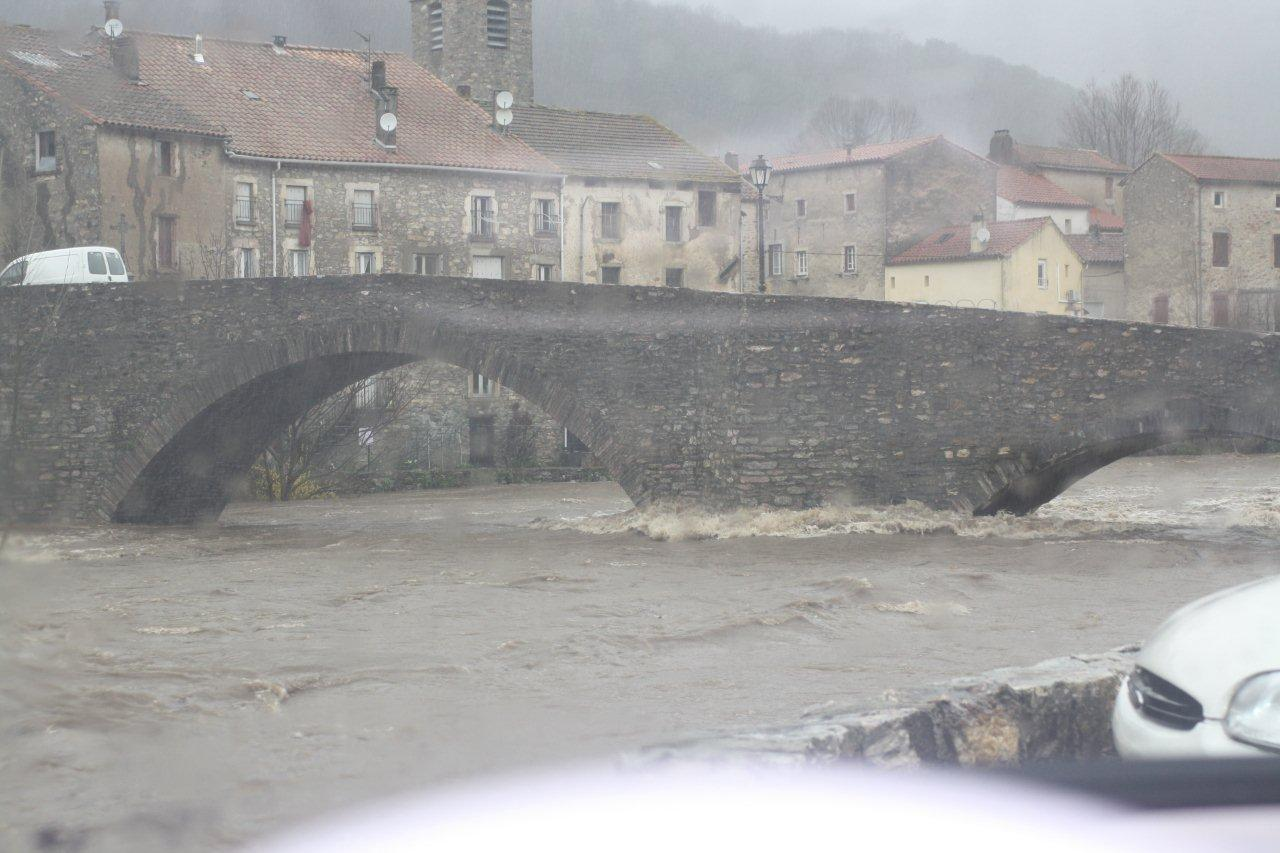
Riols un jour de crue (2011).
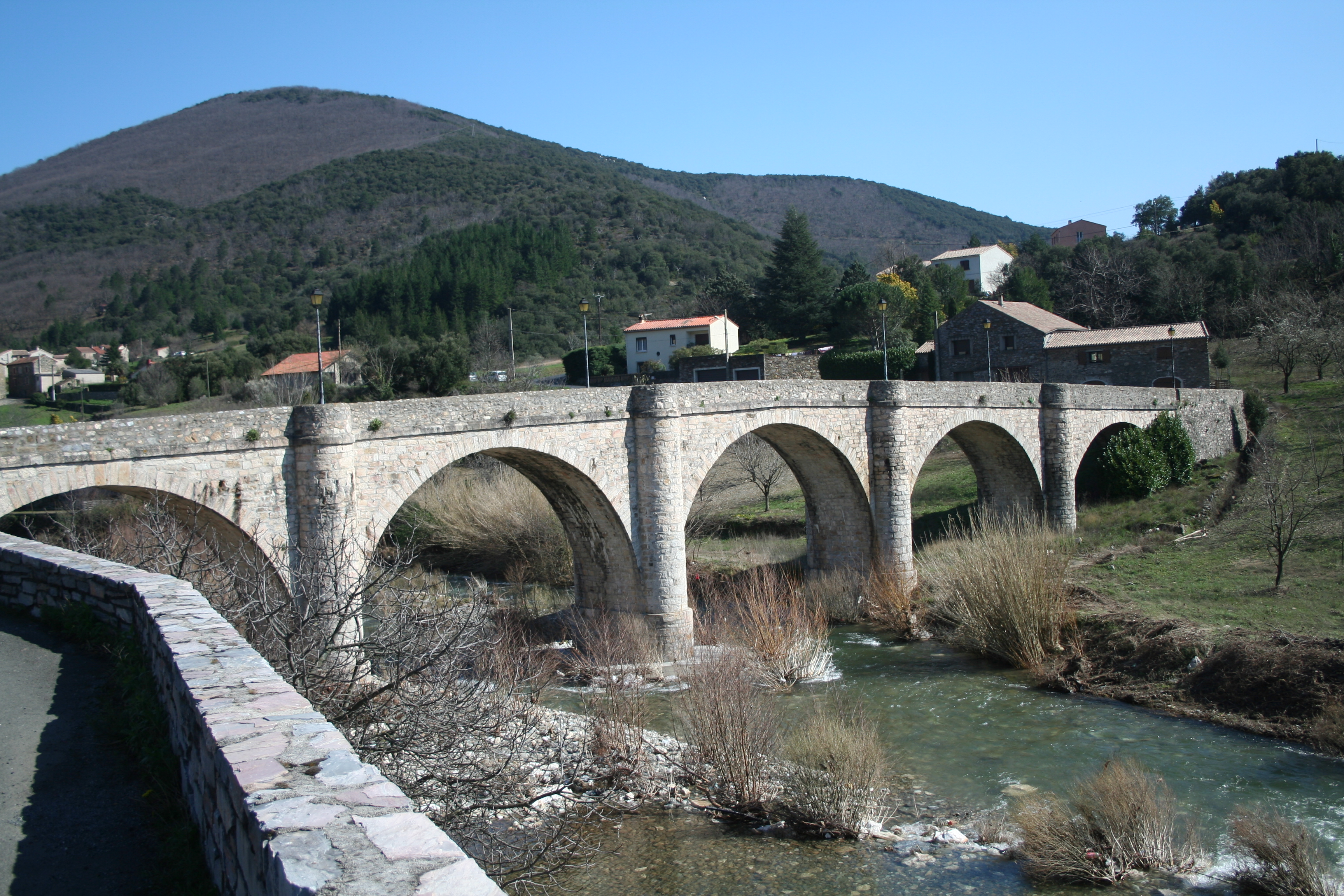
Saint-Étienne-d'Albagnan.
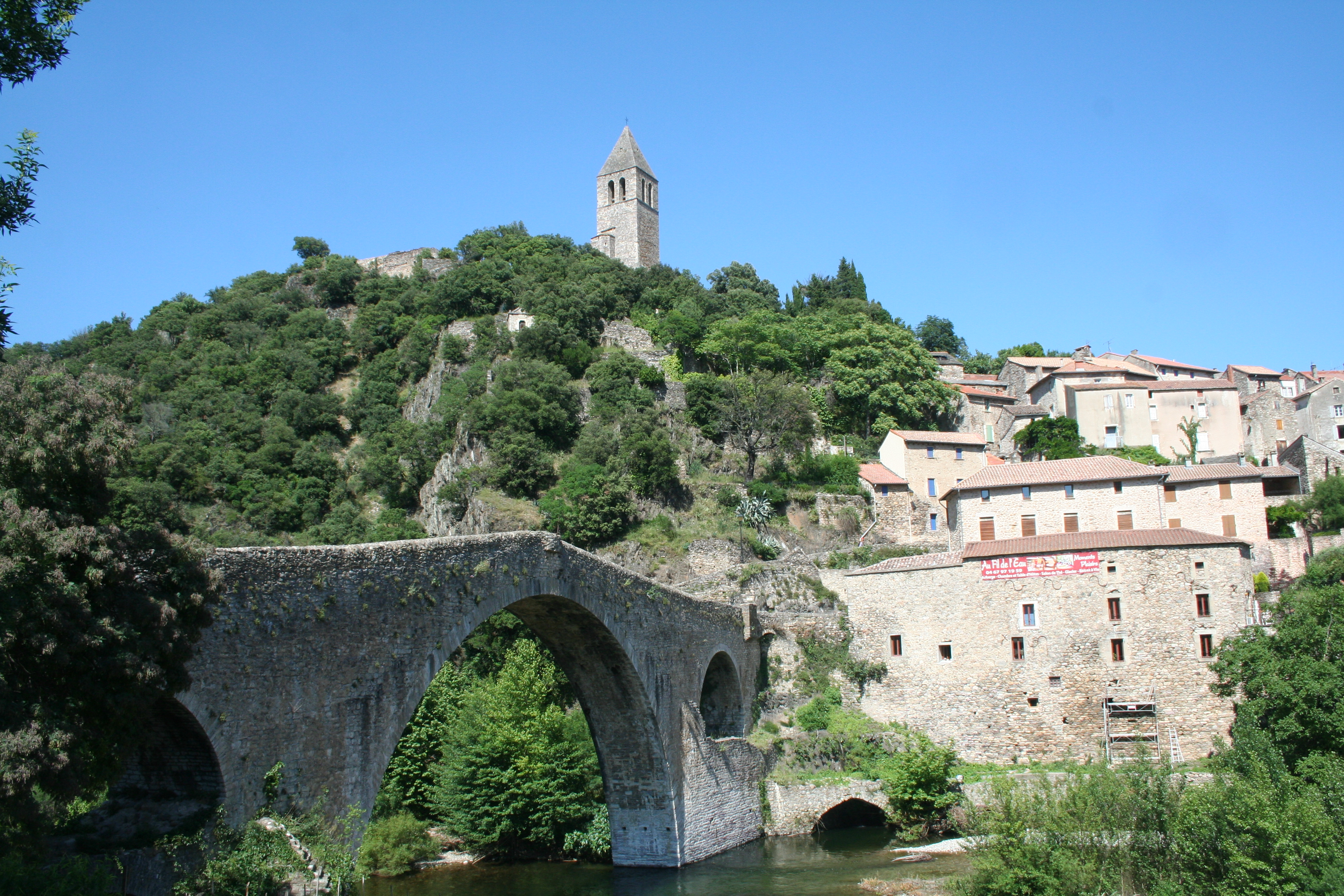
Pont du Diable.
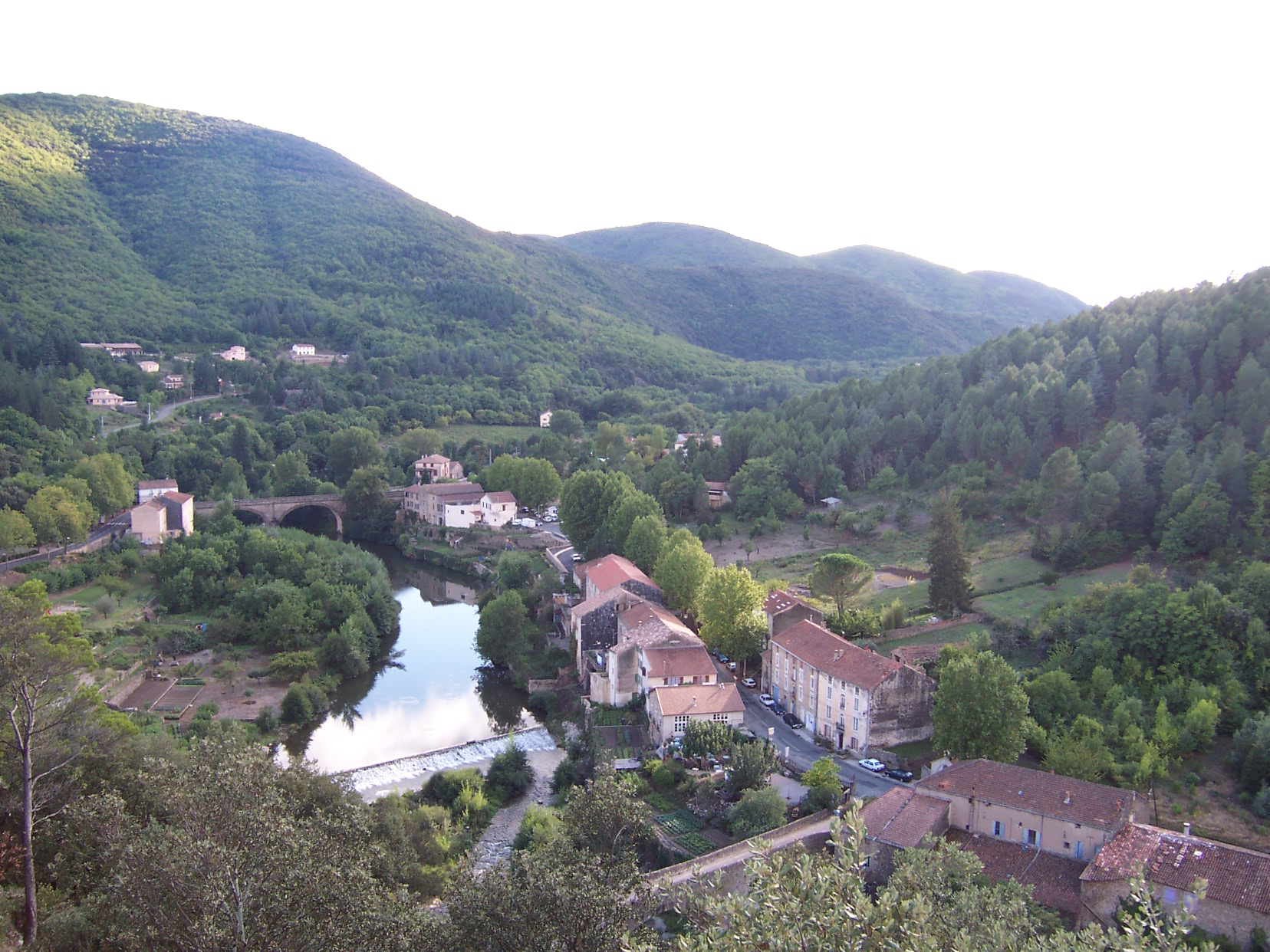
Olargues.
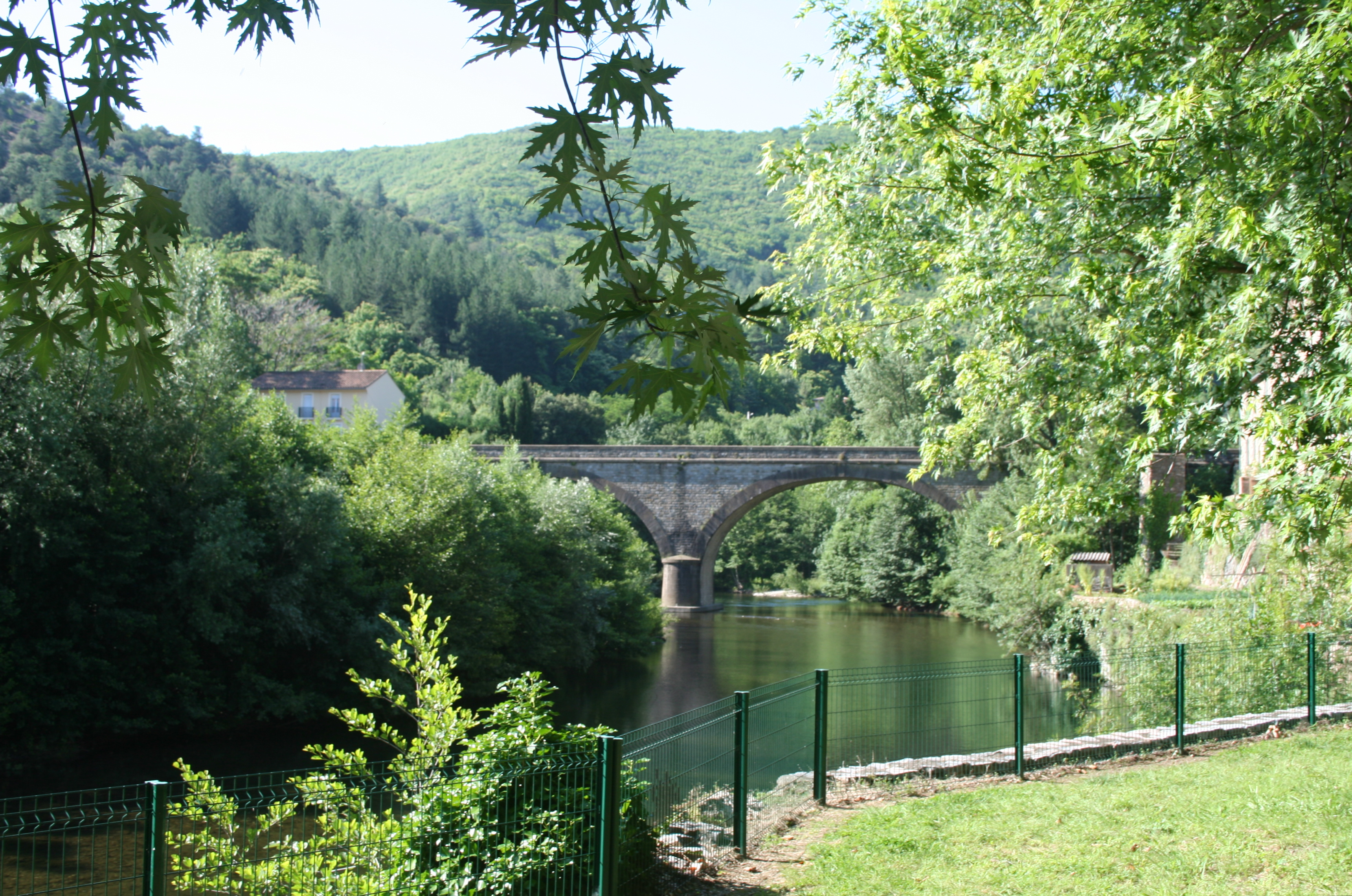
Olargues.
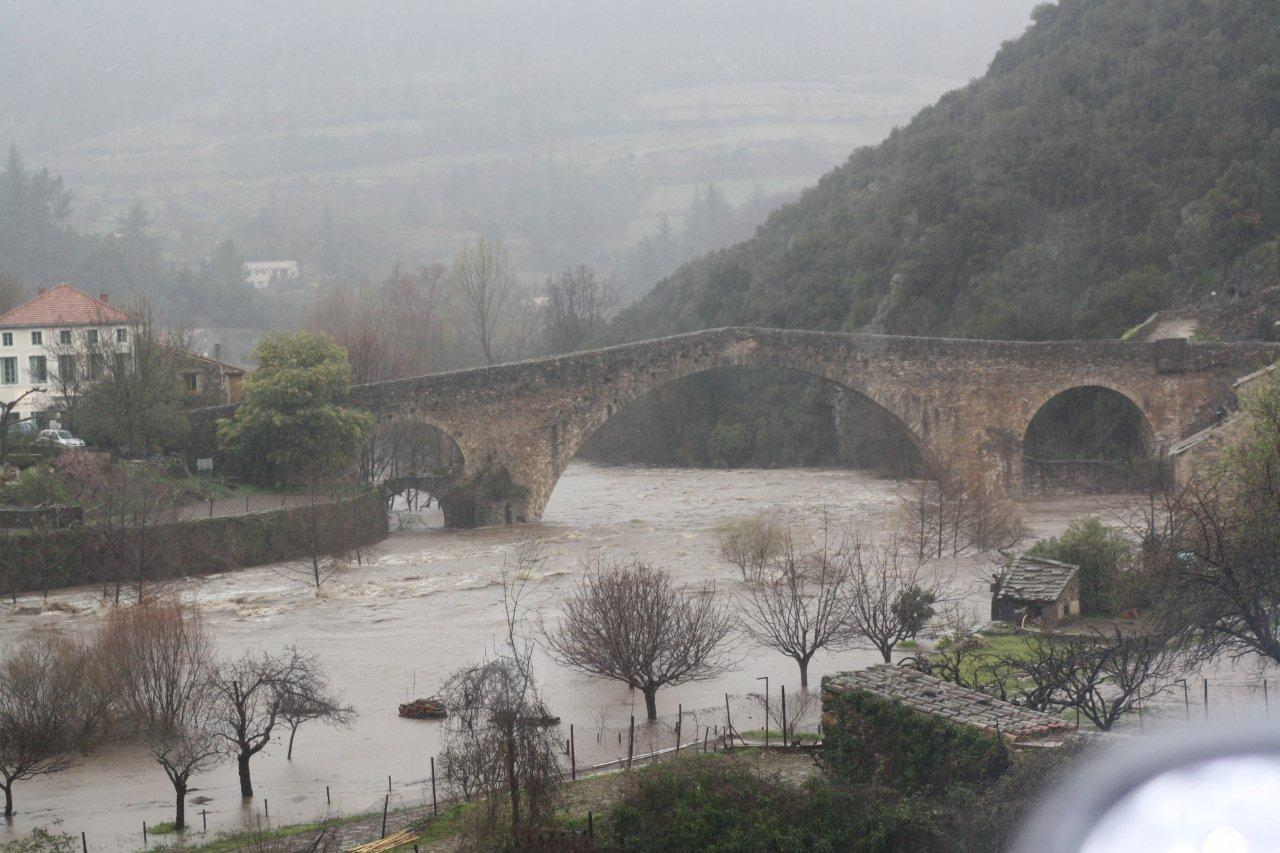
Olargues un jour de crue.